# Johnny Flynn
Johnny Flynn (Johannesburgo, provincia de Gauteng, República de Sudáfrica; 14 de marzo de 1983) es un músico y actor británico-sudafricano. Además de la actuación, es cantante y compositor en la banda Johnny Flynn & The Sussex Wit y se presenta también en solitario. Hasta la fecha, ha destacado como el protagonista de la serie televisiva Lovesick (anteriormente conocida como Scrotal ''Recall'').

## Educación y primeros años
Flynn nació en Johannesburgo, Sudáfrica, el hijo de Eric Flynn, un actor y cantante, y Caroline Forbes. Del primer matrimonio de su padre tiene dos hermanos mayores que él, los actores Jerome Flynn y Daniel Flynn, y una hermana también mayor, Kerry Flynn. Del segundo matrimonio de su padre, tiene otra hermana más joven, Lillie Flynn, quién canta con él en "The Sussex Wit". A la edad de dos años se mudó con su familia al Reino Unido.
Flynn consiguió una beca musical en la "Pilgrims School", una escuela independiente en la ciudad de Winchester, Hampshire. Allí cantaba en el coro de la capilla y debido a su beca, tuvo que aprender dos instrumentos: el violín y la trompeta. Más tarde, aprendió a tocar la guitarra de manera autodidacta y obtuvo una segunda beca de música en "Bedales School", también en Hampshire. Antes de mudarse a la Academia De arte dramático Webber Douglas para estudiar arte dramático.

## Carrera
En 2013, Flynn protagonizó la película Song One, junto a Anne Hathaway.  Flynn interpreta a un músico llamado James Forester, ídolo del hermano de Hathaway. Después del accidente del hermano de Hathaway, Forester se ve involucrado en la vida de ella y acaba ayudándola a superar sus traumas.
En 2014, Flynn, interpreta a Dylan, uno de los protagonistas de la serie (rom-com) británico "Scrotal Recall" emitida en "Channel 4". Después de encontrar el éxito en Netflix, el canal de streaming lanzó una segunda temporada de 8 episodios, disponible en todos los países mediante streaming en noviembre de 2016 bajo el nuevo nombre "Lovesick".
2020. Protagoniza Stardust, película sobre David Bowie. 
Centrada en la primera gira que el cantante hizo por los Estados Unidos en 1971.
2023. Protagoniza la serie "The Lovers"
El 9 de junio de 2025, se anunció que Flynn interpretaría a Lucius Malfoy en la serie de televisión Harry Potter.

### Música
Flynn ha publicado varios álbumes de música folk con composiciones propias y ha compuesto música para teatro, cine, y televisión.
Compuso la música de la serie televisiva "Detectorists" para la Cadena inglesa "BBC Four" e hizo un cameo en la serie tocando el tema principal. En 2015 compuso la música para la producción del "Globe Theatre" de 'As you Like It'.  En 2015 colaboró en un álbum homenaje a Shirley Collins "Shirley Inspired...". Después de un parón de tres años, Flynn produjo un nuevo álbum titulado "Sillion", que fue lanzado el 24 de marzo de 2017.

## Discografía
- A Larum (2008)
- Sweet William EP (2009)
- Been Listening (2010)
- A Film Score of a Bag of Hammers (2012)
- Country Mile (2013)
- Live in Washington D. C. (2014)
- Detectorists Theme (2014)
- Sillion (2017)

## Filmografía

### Cine
| Año  | Título               | Rol                   | Notas   |
| ---- | -------------------- | --------------------- | ------- |
| 2006 | Crusade in Jeans     | Dolf Vega             |         |
| 2011 | Lotus Eaters         | Charlie               |         |
| 2012 | Something in the Air |                       |         |
| 2014 | Song One             | James Forrester       |         |
| 2015 | Clouds of Sils Maria | Christopher Giles     |         |
| 2015 | A Smallholding       | Tonkey                |         |
| 2017 | Beast                | Pascal Renouf         |         |
| 2020 | Emma                 | George Knightley      |         |
| 2021 | The Dig              | Rory Lomax            | Netflix |
| 2023 | One Life             | Nicholas Winton joven |         |

### Televisión
| Año          | Título             | Rol                   | Notas             |
| ------------ | ------------------ | --------------------- | ----------------- |
| 2005         | Murder in Suburbia | Josh Egan             | 1 episodio        |
| 2006         | Holby City         | Karl Massingham       | 1 episodio        |
| 2008         | Kingdom            | David Matthews        | 1 episodio        |
| 2014–present | Lovesick           | Dylan                 | 14 episodios      |
| 2014         | Detectorists       | Johnny Piper          | 1 episodio        |
| 2015         | Brotherhood        | Toby                  | 8 episodios       |
| 2017         | Genius             | Joven Albert Einstein | 10 episodios      |
| 2024         | Ripley             | Dickie Greenleaf      | 8 episodios       |
| 2027         | Harry Potter       | Lucius Malfoy         | Elenco recurrente |